# 冨家ノリマサ
冨家 ノリマサ（ふけ のりまさ）（本名および旧芸名：冨家 規政（読み方同じ、1962年〈昭和37年〉3月4日 - ）は、日本の俳優、声優。神奈川県川崎市出身。2022年9月1日からRuby・sue所属。テレビ、映画、舞台で活躍中。

## 経歴
攻玉社中学校・高等学校卒業で、高校ではアメリカンフットボール部に所属。高校2年生の時に父親の転勤で北海道に移住するはずだったが、アメフト部の仲間や高校の同級生と別れる寂しさから、家族と離れて一人暮らしをしていた矢先に、アメフト部の顧問が身元引受人になってくれたという。
大学進学を考えた際に、アメフトが盛んな大学に推薦入学を考えていたが、練習中の大怪我でその道を断念。学業の成績の良さから、担任教師に早稲田大学と慶應義塾大学の受験を薦められていたが、演劇に興味を持っていたことで、玉川大学演劇科に入学。芝居の面白さから本格的に学ぼうと、2年次に中退し、芸能事務所に所属。1982年の映画『OH! タカラヅカ』および1983年の『おしん』で俳優デビュー。
事務所経歴はアクターズプロモーション - しまだプロダクション - イイジマルーム - A.L.C.Atlantis（2023年8月31日廃業）。
2016年9月13日、856人目のやまなし大使に任命された。
2022年9月1日から所属事務所がRuby・sueになったのを機に、芸名の表記を「冨家規政」から「冨家ノリマサ」に変更した。

## 出演

### テレビドラマ

#### NHK
- 連続テレビ小説
  - おしん（1983年） - 田倉雄
  - ひらり（1992年） - 山下徹
  - ほんまもん（2001年）-渡辺医師
- 大河ドラマ
  - 徳川家康（1983年） - 松平忠吉
  - 信長 KING OF ZIPANGU（1992年） - 高山右近
  - 徳川慶喜（1998年） - 岩瀬忠震
  - 葵 徳川三代（2000年） - 長宗我部盛親
  - 功名が辻（2006年） - 明智光春
- 父からの贈り物 第20話（1985年）
- エトロフ遥かなり（1993年）- 山脇順三
- ストックホルムの密使 （1995年） - 山脇順三
- 正月時代劇　命捧げ候～夢追い坂の決闘（1996年1月3日）
- 金曜時代劇
  - 腕におぼえあり第2シリーズ 8-10話（1992年） - 成瀬助作
  - はやぶさ新八御用帳 第1-2話（1993年）
  - 新・半七捕物帳 第15話「闇からの声」（1997年） - 池田喜平次
  - 天晴れ夜十郎 第15～（1997年） - 杉本儀平
  - スキッと一心太助 第13話（1999年）
  - 蟬しぐれ 第2回、第3回（2003年）
  - 最後の忠臣蔵 （2004年） - 間部詮房
- NHKドラマ館
  - 女たちの聖戦(ジハード）(1997年NHK-BS)1998年に再編集したものを地上波で放送
  - ご就職（1998年NHK-BS)1999年に地上波で放送 - 高木文彦
- 水曜ドラマの花束
  - ふたりでタンゴを（1999年）
- NHK夜の連続ドラマ　
  - 結婚のカタチ（2004年）-加川守
  - 理想の生活 （2005年10月10日）

- 万葉ラブストーリー 二度目の初恋（2008年）
- ドラマ10 / つるかめ助産院〜南の島から〜（2012年） - 安西豊
- ハードナッツ！第4話（2013年）- サエキ浄水副社長川上
- 木曜時代劇 / 吉原裏同心 第５話（2014年） - 庄助
- BS時代劇 / 大岡越前 2 第7話（2014年、NHK BSプレミアム） - 駿河屋徳三郎
- 土曜ドラマ/芙蓉の人 第6話（2014年） - 三浦謹之助
- BS時代劇 / 伝七捕物帳 第4話（2016年） - 田辺勝之進
- BS時代劇 / 大岡越前 6 第5話（2022年6月10日、NHK BSプレミアム） - 吾一

#### 日本テレビ
- 寂し過ぎた女（1983年）- 若者役
- 黒い雨・姪の結婚（1983年8月、24時間テレビ内のドラマ）
- 長七郎江戸日記
  - 第1シリーズ 第108話「裏町恨み唄」（1986年） - 岡本金吾
  - 第2シリーズ 第38話「天女が舞った夜」（1989年） - 草技堂宇之吉
  - 第3シリーズ 第38話「別れ橋」（1991年） - 水島文之進
- 奇兵隊 第2部（1989年） - 湯川平馬
- 女忍かげろう組 第1話（1990年） - 庄司国之進
- 勝手にしやがれヘイ!ブラザー 第15話（1990年）
- 八百八町夢日記
  - 第1シリーズ SP3「天保鬼ヶ島」（1990年）- 兼蔵
  - 第2シリーズ第32話「夢之介が賭けた男」（1992年）- 仁吉
- 華の宴（1991-1992年、制作・よみうりテレビ 朝の連続ドラマ）
- 悪女（わる）4-8話（1992年、制作・読売テレビ）
- 半七捕物帳 第17話「恋仇! 五十両の賞金首」（1993年） - 栄次郎
- ザ・シェフ（1995年） - 川島
- D×D 第5、6話（1997年）- 田村ユウジ
- 未来からのラブレター（2000年1月）-高橋良輔
- ライオン先生 第9話（2003年） - 古田昭
- 花咲舞が黙ってない 第2シリーズ 第2話（2015年） - 神谷宏昌
- マネーの天使〜あなたのお金、取り戻します!〜 第3話（2016年、制作・読売テレビ） - 藤村トラストの社長
- 奥様は、取り扱い注意（2017年） - 三浦広大
- 火曜サスペンス劇場→火曜ドラマゴールド
  - 女動物医事件簿2 炎を吐いた猫（1991年3月）- 内海（鑑識課員）
  - 結婚運（1991年）- 高岡正樹
  - 運命の女（1997年6月）- 林刑事
  - 女監察医・室生亜季子シリーズ
    - 女監察医・室生亜季子23不審死体（1998年1月） - 安田刑事
    - 女監察医・室生亜季子24 死因に異議あり（1998年7月） - 安田刑事
    - 監察医 室生亜季子スペシャル～最後の解剖（2007年3月）

  - 弁護士・朝日岳之助12 殺意のささやき（1999年） - 吉岡正樹
  - 身辺警護 ５（2000年5月） - 川西刑事
  - 盲人探偵・松永礼太郎 11 香水迷路（1999年） - 前田明夫
  - 弁護士高林鮎子 28（2001年7月3日）
- コンシェルジュの水戸倉さん（BS日テレで放送。2025年3月20日） - 桑原愉

#### TBS
- 玉ねぎむいたら…　第6話（1981年） - 中村（貞彦の友人の高校生）
- 月曜ロードショー / 金田一耕助の傑作推理4 霧の山荘 映画スター殺人事件（1985年）
- テレビ小説
  - 愛の風、吹く（1985年）- 主人公のボーイフレンド
  - 朝の夢（1986年）- 橋爪桂一郎（主人公の兄）
- 水戸黄門
  - 第17部 第4話「謎の紫頭巾・諏訪」（1987年9月21日） - 秋山四郎助
  - 第22部 第14話「悪を懲らした姫だるま・松山」（1993年8月16日） - 松平定直
  - 第23部 第1話「水戸黄門・水戸」（1994年8月1日） - 笠井数馬
  - 第25部 第8話「奪われた恋女房・鳥羽」（1997年2月10日） - 新八
  - 第33部 第6話「忍びの里宿命の対決・伊賀」（2004年5月24日） - 馬杉左源太
  - 第36部 第15話「お娟が挑んだ女の決闘・徳山」（2006年11月13日） - 浅水真二郎
  - 第40部 第14話「艶やかお娟の七変化!・富山」（2009年11月9日） - 立花恭之亮
  - 外伝 かげろう忍法帖 第3話（1995年6月5日）- 亀井慈親/由政
- 大岡越前
  - 第13部 第24話「伊織を狙う狐面の女」（1993年4月26日） - 巳之助
  - 第14部 第16話「兄が願った妹の幸せ」（1996年10月7日） - 舟吉
- 東芝日曜劇場
  - 第1602回「ことわれなくて」（北海道放送、1987年）
  - 第1717回 「息子よ 3」（1989年）
  - スペシャルドキュメンタリードラマ 父の鎮魂歌 海軍主計大尉小泉信吉（1992年）
- ドラマ23
  - とまどいの日々 第1-4話（1987年）
  - 妻（1988年）
  - 23時の女たち（1988年）
- 潮風にとべ!!ウルトラマン （1988年）
- 年末年始ホテル物語　懲りない客たち大集合（1988年）
- こちら芝浦探偵社 (1989年）
- ホットドッグ 第5話（1990年）- 久美子が通う中学校の教師
- 想い出にかわるまで 第8話（1990年）- クドウ
- 新春時代劇スペシャル 柳生十兵衛（1990年）
- 年末年始ザ・ホスピタル（1990年）- 恩田昇
- 愛の劇場
  - 小春の春 (1989年)
  - 夏色のアルバム 第13話（1990年）- 木村俊夫
  - コスメの魔法 Season1（2004年） - 伊丹達彦
  - マイフェアボーイ（2007年）- 八王子辰男
- あしたがあるから 5-6,9-10話（1991年）
- 結婚したい男たち 第4話（1991年）
- クリスマス・イヴからはじめよう（クリスマス・イヴのスペシャル版、1991年10月4日）- ケン・三島
- Y氏の隣人「恋愛ビデオ」（「ギミア・ぶれいく」内の「竹下景子のY氏の隣人」）（1991年）- 松下直也
- ルージュの伝言 vol.19 DESTINY （1991年）
- 愛はどうだ 1-3話（1992年）
- 毎度ゴメンなさぁい （1994年）- 伊丹正
- 刑事☆イチロー（2003年）-谷崎幸司
- 虹のかなた 1-2話（毎日放送、2004年） - 小川直之
- 特命!刑事どん亀 第5話（2006年）-綾瀬幹雄
- ドラマ30
  - がきんちょ〜リターン・キッズ（2006年7月〜9月）-夏川達也
- リセット～本当のしあわせの見つけ方～（2012年）
- LEADERS リーダーズ（2014年） - 志村武史
- 空飛ぶ広報室 第７話（2013年） -伊藤一等空佐
- なるようになるさ シーズン2（2014年）-大塚 久紀
- 月曜ドラマスペシャル　
  - 赤い復讐（1993年5月）-  三沢守
  - 保険調査員しがらみ太郎の事件簿 出雲・松江殺人事件 （1996年2月）- 吉岡浩二
  - 一色京太郎事件ノート 3 京都鞍馬貴船川殺人事件（1996年） - 深草真之介
  - ラーメン屋源ちゃんの人情事件簿（2000年12月）
- 月曜ミステリー劇場
  - 森村誠一サスペンス3 路（2003年7月）- 木部信夫
- 月曜ゴールデン
  - 警視庁機動捜査隊216〜長い夜（2010年7月）- 捜査一課 西山敬司
  - 赤かぶ検事奮戦記 2 悪女の証言（2010年10月）-片岡
  - 万引きGメン・二階堂雪 20 砂の絆（2011年5月） - 今泉和也
  - 狩矢警部シリーズ 10 千利休・謎の殺人事件（2011年7月） - 安土雅也
  - 警視庁南平班〜七人の刑事〜 4 警視庁捜査一課南平班 刑事魂（2011年11月） - 津田俊夫
  - 捜査指揮官 水城さやか2 （2014年1月）-井村英彦
  - 刑事夫婦 1 （2014年2月）- 釜本繁刑事
  - 家庭教師が解く! 2 〜氷上の殺人トリック〜（2014年11月） - 三沢信一郎
  - 女流ミステリー作家 薬師寺叡子 京都殺人ダイアリー（2015年2月） - 田中吾郎

#### フジテレビ
- 青春INGS　ゆう子とヘレン 第16話（1982年）
- 青い瞳の聖ライフ（1984.10.17-1985.4.3) - フジサワヨウスケ（駅伝部キャプテン）
- 山村美沙サスペンス　長い髪の女（1986年）
- ＯＬ三人旅　湯けむり殺人事件（1986年） - 向井
- お江戸捕物日記 照姫七変化 第8話「丁半!もろ肌脱ぎ!」（1990年）
- 東京ストーリーズ
  - 第13回　森川由加里　in　今夜はひとりでいたくない（1990年1月）
  - 第30回　私たちって、手がいのち（1990年6月）
  - 第43回　とらぬ男の恋算用（1990年9月）
- すてきな片想い 第3話（1990年） - 俊平の元同僚
- 東京ラブストーリー 7-9話（1991年） - 尚子の婚約者
- 悪魔のKISS 4-6話（1993年） - 太田
- 僕らに愛を! 2-6話（1995年） - 上原和行
- 幸福の予感（東海テレビ、1996年） - 浜田健一郎
- 心はロンリー気持ちは「…」Ⅹ（1997年）
- 彼女たちの結婚　Leurs Mariages（1997年）
- その朝、ひざしの中で（1997年）
- テレビ熊本制作ドキュメンタリードラマ郷土の偉人シリーズ
  - 松前重義　名利なき証言（1997年、フジテレビ系列の九州７局でオンエア）- 高田進　
  - 知られざる清浦奎吾の生涯（2000年、フジテレビ系列の九州７局でオンエア） -  横田国臣
- 緋の稜線（東海テレビ、1998年） - 各務昇吾
- タブロイド 第3話（1998年） - 塚原誠
- 10年目の浮気（東海テレビ、1999年）‐大学教授・大場
- シネマカクテル / 第5話キス・イン・ザ・ダーク（関西テレビ、1999年8月5日 - 1999年8月26日）
- 女同士（東海テレビ、2000年） - 上条龍一
- 剣客商売 第3シリーズ 第5話「金貸し幸右衛門」（2001年） - 川田十兵衛
- 冬の輪舞 （東海テレビ、2005年） - 大丸耕造
- 結婚できない男 第9話・第10話 （関西テレビ、2006年） - 山下拓郎
- 金曜エンタテイメント（金曜ドラマシアター）
  - OLは泥棒がお好き！？（1991年）
  - 刑事で悪いかⅡ（1997年）
  - 腕まくり看護婦物語 第6作「突進編」（1996年）- あゆみの夫・高木秀之
  - 腕まくり看護婦物語 第7作「結婚旋風編」（1997年）- あゆみの夫・高木秀之
  - ざけんなよ！！8「悲劇！！長男の嫁」（1995年4月）
  - スチュワーデス刑事 1（1997年1月10日）
  - ニュースキャスター沢木麻沙子 1「京都出雲殺人事件」（1998年）- 谷裕介
  - 京都祇園入り婿刑事事件簿 6（2000年1月21日） - 伊集院孝
  - 着物デザイナー 黛涼子の推理紀行 3 雪女伝説殺人事件（2002年3月1日） - 小野江昌之
  - 蓮丈那智フィールドファイルⅠ 凶笑面（2005年9月16日）
  - 浅見光彦シリーズ 22 「首の女」殺人事件（2006年2月24日） - 宮田治夫
- 金曜プレステージ
  - 松本清張スペシャル・殺人行おくのほそ道（2007年12月7日） - 海野正雄
  - 浅見光彦シリーズ 37　長崎殺人事件（2010年4月30日）ｰ竹田
  - 所轄刑事 第6作（2011年10月21日） - 杉村史朗
  - 医療捜査官 財前一二三 4（2013年11月8日） - 佐々木潔
  - 鳩村周五郎 13（2014年7月4日）-兵頭昭信
  - 深川東署特命人情捜査班 朝田真平（2014年7月18日）- 深川東署 刑事課課長代理 佐川光太郎
  - 下町人情捜査班 朝田真平 2〜女系一族の謎〜（2019年2月23日、関東ローカル枠土曜ワイドでオンエア）- 深川東署 刑事課課長代理 佐川光太郎
- 金曜プレミアム
  - 潔癖クンの殺人ファイル 2（2015年6月19日） - 君島康介
- 七人の敵がいる! 〜ママたちのPTA奮闘記〜 第36話 -（2012年、東海テレビ） - 葉山太郎[注釈 1]
- リーガルハイ 第5話（2013年11月6日） - 宮内
- 三億円事件45年目の新証言！最後の告白者（2013年）
- 東京にオリンピックを呼んだ男（2014年）
- すべてがFになる 第5、6話（2014年） - 新藤清二
- リスクの神様 1､5､7-8話 (2015年) - 神狩 (かおりの父）
- 世にも奇妙な物語　’16秋の特別編「捨て魔の女」（2016年）- プロデューサー役
- 追跡！平成オンナの大事件　1（2016年11月14日)
- 痛快TV スカッとジャパン！
  - 「初春SP  #4：いい人すぎる義父VS反抗的な嫁」（2017年1月） - 義父
  - 「隣りの食いしん坊母ちゃん」第90回（2017年5月）
  - 「#2 ：図々しいファミリーお中元をガメるオンナ」第97回（2017年7月）
  - 「こんな女は嫌われる２連発①」  第128回（2018年）
  - 「#8：《奇跡の神対応》キャンセルした旅館で神対応」第172回（2019年）
  - 「日本のホテルマン特集　星野リゾート」  第253回（2021年）
- 新・ミナミの帝王 第12作 命の値段（関西テレビ、2017年）
- オーファン・ブラック～七つの遺伝子～第3、4、5、7回（2017年12月-2018年1月）- 香川亨
- 衝撃スクープSP 30年目の真実～東京・埼玉連続幼女誘拐殺人犯・宮崎勤の肉声～（2018年9月）

#### テレビ朝日
- 必殺シリーズ
  - 必殺仕事人V・激闘編 第2話「大仕事! 大名殺し」（1985年） - 久坂恭四郎
  - 必殺仕事人2023年12月版（2023年） - 里中十三郎 役
- 暴れん坊将軍シリーズ
  - 暴れん坊将軍II 第172話（本放送では第174話）「十手無用の父娘鳥!」（1986年） - 磯見金吾
  - 暴れん坊将軍III 第7話「運命のめぐりあい」（1988年） - 倉林丈之助
  - 暴れん坊将軍V 第11話「悲恋の仇討ち免状」（1993年） - 武藤平八郎
  - 暴れん坊将軍IX 第16話「大奥の改革 上様、お恨みいたします!」（1999年） - 島岡源之丞
- 三匹が斬る! シリーズ
  - 続続・三匹が斬る! 第4話「壺が割れ、正体見えた逃亡者」（1990年） - 水野正勝
  - 新・三匹が斬る! 第12話「非情剣！これが噂のオオカミ男」（1992年） - 五条小一郎
  - ニュー・三匹が斬る! 第5話「大騒動!富士の高嶺の御霊水」（1994年）
- 名奉行 遠山の金さん
  - 第6シリーズ 第5話「仕舞い湯の男」（1994年） - 弥七
  - 第7シリーズ 第17話「また男が死ぬ!私は疫病神の女」（1996年） - 幸吉
  - 第8シリーズ（遠山の金さんVS女ねずみ）第9話「密室の死美人・謎の出合茶屋」（1997年） - 佐野又十郎
- 火曜スーパーワイド「ああ夫婦 下町純情物語」（1989年）
- 愛しの刑事 第3話（1992年） - 瀬上かずひこ
- 柴門ふみセレクション 泣きながらトライアングル（1992年)
- さすらい刑事旅情編
  - さすらい刑事旅情編VI （1993年 - 1994年） - 巡査部長 河原淳
  - さすらい刑事旅情編VII （1994年 - 1995年） - 巡査部長 河原淳
- 深夜水族館　せつないTOKYO HEART BREAK 第5話（1998年）
- 舞妓さんは名探偵！第9話（1999年） - 熊川功一
- はみだし刑事情熱系
  - 第4シリーズ 11話 90分スペシャル（1999年） - 岡野祐介
  - 第6シリーズ 12話（2001年）- 寺田哲夫
- はぐれ刑事純情派
  - 第13シリーズ第1回スペシャル（2000年4月5日） - 半沢勇治
  - 第14シリーズ第1回スペシャル（2001年4月4日） - 山田勝
- 土曜ワイド劇場
  - 運命の銃口 東京〜金沢500キロ・愛と憎しみの旅路（朝日放送、1992年） - 国分慎介
  - 森村誠一サスペンス   不信(1994年9月10日) - 池上正彦
  - 棟居刑事の情熱（1997年3月8日）- 伊村武史
  - 牟田刑事官事件ファイル 26　沖縄仲人旅行連続殺人（1999年） - 青木刑事
  - 保護司夏目清一 父親殺し！（1999年12月11日）- 町田正
  - はみだし弁護士・巽志郎 5　資産家一族に秘められた 愛と憎しみの連続殺人（朝日放送、2000年） - 朝比奈真一
  - 津軽海峡に消えた女（2001年2月10日）
  - 都の女庭師風水探偵さくら子 2　開運豪邸遺産相続殺人 奥津軽鬼伝説と虫送り火祭の謎（朝日放送、2002年） - 徳大寺了源
  - 混浴露天風呂連続殺人 23　日光・鬼怒川ウラ日本史の謎!（朝日放送、2003年） - 金井
  - 鉄道捜査官 4 愛と哀しみの飯田線（2004年9月11日） - 羽田岩男
  - 殺人スタント 第1話（朝日放送、2004年）-富山行夫
  - 牟田刑事官VS終着駅の牛尾刑事そして事件記者冴子 第5作「タクシー」（2005年12月24日）-赤橋隆正
  - 北アルプス連続殺人ルート（2006年9月30日）-串田正義刑事
  - 温泉若おかみの殺人推理 17　飛騨高山〜幻の名酒連続殺人!!（2006年10月14日）- 小野徹
  - 西村京太郎トラベルミステリー 47 五能線の女（2006年10月14日） - 小池康治
  - 横浜海上警察（2007年9月1日） - 曾根田秀貴
  - 新・棟居刑事シリーズ 3　棟居刑事の青春の雲海（2008年）
  - 救急救命士・牧田さおり 7（2010年5月1日）
  - 作家六波羅一輝の推理シリーズ 1（2010年12月4日）-  勝部紀彦
  - 遺品の声を聴く男 3（2012年1月21日、朝日放送） - 金子俊光
  - 温泉 (秘) 大作戦 12（2013年1月12日、朝日放送） - 松本琢磨
  - 人類学者・岬久美子の殺人鑑定 3（2013年3月2日） - 江成勇
  - 温泉若おかみの殺人推理 26 日光鬼怒川温泉〜殺意のライン下り‼︎（2013年8月24日）- 柳瀬肇
  - 広域警察 4（2013年10月19日、朝日放送） - 香川隆一
  - 西村京太郎トラベルミステリー 62　寝台特急カシオペア&スーパーひたち連続殺人（2014年7月12日） - 近藤文博
  - 京都美食タクシー殺人レシピ（2015年6月13日） - 加古川亮
  - 司法教官・穂高美子 4（2015年10月31日） - 水口夏也
  - 女たちの特捜最前線〜警察食堂極秘会議（2015年12月19日） - 室町大輔
  - 広域警察 7 （2016年2月20日）- 坂東道明
- 日曜ワイド
  - 刑事・横道逸郎（2018年） - 片桐慎也
- 日曜プライム
  - 全身刑事（2020年） - 樋本鴨太郎
- 木曜ドラマ
  - 未解決の女 Season2 第3話（2020年） - 唐木田善行
- 熱血！周作がゆく 第5話（2000年） - 蓑吉
- 八丁堀の七人
  - 第2シリーズ 第5話「人情同心怒る!! 偽装心中の陰に島帰りの女の涙」（2001年） - 喜三郎
  - 第6シリーズ 第8話「殺人を目撃した女!証言に潜む過去」（2005年） - 定次
- スカイハイ 2 第5話 （2004年）
- 銭形平次 (村上弘明版) 第1シリーズ 第9話「八五郎の恋!姿なき殺人者!!」（2004年） - 源兵衛
- 7人の女弁護士 第1話 （2006年）

- 相棒
  - season 5 第11話「バベルの塔〜史上最悪のカウントダウン!」（2007年1月1日） - 富永洋介
  - season 23 第17話「盗まれた死体」（2025年2月26日）- 羽藤真一

- 素浪人 月影兵庫 第3話（2007年） - 品川屋清造
- 警視庁捜査一課9係  第3シリーズ 第1話（2008年） - 館林吾郎
- 侍戦隊シンケンジャー 第三十四幕（2009年） - 白石衛
- その男、副署長 シーズン3 第6話（2009年11月） - 八木沼仁
- 新・おみやさん 第9シリーズ第1話（2012年4月12日）‐速水亨
- トリック 新作スペシャル3 (2014年1月14日）- 水上達郎
- SP〜警視庁警護課 4（2014年） - 高島雅典
- 最強のふたり〜京都府警 特別捜査班〜 第2話（2015年） - 春日井さとし
- サムライせんせい 4話（2015年） - 赤城拓馬
- スペシャリスト 第6話（2016年） - 杉崎孝雄
- 女たちの特捜最前線 (連続ドラマ) 1-6話（2016年､前年の人気タイトルを木曜ミステリー枠で連続ドラマ化）- 室町大輔
- 科捜研の女
  - シーズン11 第13話（2012年） - 滝井毅
  - シーズン16 第14話（2017年） - 小柳良晴
  - シーズン19 第17、18話（2019年） - 京都府警捜査一課 特殊犯捜査係隊長 馬場学
- 仮面ライダービルド 3,8-11,16,17,22-46話（2017年） - 御堂正邦
- 重要参考人探偵 3話（2017年） - 前橋光雄
- 警視庁・捜査一課長 シーズン2 第1話（初回2時間スペシャル）（2017年) - 宇佐美翔
- ヒモメン 第3話（2018年） - 山崎圭一
- べしゃり暮らし 第2、5、6話（2019年）- 葛城
- 家政夫のミタゾノ シリーズ3 最終話(8話)（2019年） - トニー
- 刑事7人 Season6 第３話（2020年） - 中西由紀夫
- 遺留捜査 第6シリーズ　第５話（2021年） - 倉持俊
- 特捜9 第4シリーズ　第６話（2021年） - 小鳥遊幸哉
- 無用庵隠居修行 第6作（2022年） - 鶴五郎
- 無能の鷹 第6話（2024年11月15日） - 四谷専務[8]

#### テレビ東京
- 泥棒に手を出すな！ 第4、7、9、10話（1990年） - 小野実（デューダ刑事）
- 12時間超ワイドドラマ / 宮本武蔵（1990年） - 細川忠利
- 月曜・女のサスペンス
  - 文豪シリーズ「香港-東京・復讐の誓い」（1990年） - 雨宮刑事
  - 佐渡情話復讐迷路（1991年）
- あばれ八州御用旅
  - 第2シリーズ 第11話「三吉馬子唄 なみだ唄」（1991年） - 望月兵馬
  - 第3シリーズ 第2話「てるてる坊主が泣いている」（1992年） - 半次郎
- 荒木又右衛門～男たちの修羅（1994年） - 志田源左衛門
- あばれ医者嵐山 第11話「きれた絆」（1995年） - 木田要之進
- 編笠十兵衛（1997年）- 寺坂吉右衛門
- 12時間超ワイドドラマ / 家康が最も恐れた男 真田幸村（1998年） - 柳生利厳
- バースデイ〜こちら椿産婦人科〜 第3話 (1999年) - 田辺隆一
- 金曜時代劇
  - 逃亡者おりん 第8話『裏切り者の掟』（2006年） - 無双
  - 密命 寒月霞斬り（2008年） - 西村桐十郎
- 女と愛とミステリー→水曜ミステリー9
  - 昆虫巡査・向坊一美の事件日誌（2002年8月）
  - 監察医・篠宮葉月 死体は語る 2（2002年11月）-福永英明
  - 警察署長・たそがれ正治郎 2（2006年3月）-樽見警視
  - 子だくさん刑事（2006年6月）-花巻次郎
  - 指紋捜査官・塚原宇平の神業 2  指紋は語る (2006年）-綿貫良雄
  - 指紋捜査官・塚原宇平の神業 3  嘘つきな指紋 (2008年) -綿貫良雄　
  - 夏樹静子サスペンス 9・湖に佇つ人「鬼の棲む老舗旅館」（2009年） - 沖了二
  - さすらい署長 風間昭平 9（2012年） - 河辺庄市
  - みちのく麺喰い記者 宮沢賢一郎 1「佐渡・酒田殺人航路」（2012年）- 阿波野善作
  - 女三代 如月法律事務所 2 もう一つの真実（2013年2月6日）- 清瀬孝之
  - 捜査検事・近松茂道 13 せとうち望郷殺人事件（2013年） - 内藤博史
  - 浅草下町通交番　子連れ巡査の捜査日誌 2（2014年6月4日）- NPO法人「しあわせの手」代表 吉永智彦
  - 多摩南署たたき上げ刑事・近松丙吉 12 幻の男 (2014年8月20日）- 重光謙造
  - 弁護士 水木邦夫 残り火（2014年10月29日）- 中野北警察署警部補 糸田政彦
  - トカゲの女 警視庁特殊犯罪バイク班 第1作（2014年11月26日）- 神代正行
  - ハガネの警察医 第1作（2015年4月22日）- 立石則夫（長野県警捜査一課 管理官・警視）
  - 警視庁強行犯・樋口顕 第4作「ビート」（2015年8月）-安斉大悟
- 駐在刑事スペシャル（2017年10月13日） - 山村正義
- Lドラ「サギ師リリ子」第5話（2009年）- 矢部雅彦
- ドラマ24「リミット」第6話（2013年） - 盛重英次
- 江戸前の旬 第1シリーズ第5話（テレビ大阪、BSジャパン、2018年）
- 警視庁ゼロ係 シーズン4-第2話（2019年） - 森康夫
- 特命刑事 カクホの女 2 第5話（2019年） - 三塚英雄（本部長）
- 金曜８時のドラマ　機捜235×強行犯係 樋口顕 第2話 石礫（2023年3月10日）-警視庁捜査一課特殊犯所属葛木進刑事
- 月曜プレミア８ 警視庁追跡捜査係-交錯-（2023年8月7日）-大山丈秀
- ジャンヌの裁き 第２話（2024年） - 淡路一之
- 君が獣になる前に 第3話 - 第6話、第10話、第11話（2024年4月20日 - 6月22日） - 井上議員 役[9]
- Qrosの女 スクープという名の狂気 第6話 - 最終話（2024年11月11日 - 12月9日） - 斉木昭三 役[10]
- 失踪人捜索班 消えた真実 1,4,6-8話（2025年4月11日 - 6月6日） - 小野澤法務副大臣 役[11]
- 晩酌の流儀4 第5話（2025年7月26日） - 池ヶ谷 役[12]

#### WOWOW
- ドラマW
  - マグマ　MAGMA 第1-3、5話（2012年）
  - 5人のジュンコ 第4話（2015年）
- 連続ドラマW
  - スケープゴート 1話（2015年4月12日 - 5月3日） - 山城の秘書
  - 闇の伴走者〜編集長の条件 最終話（2018年4月28日） - 庄野孝之 役[13]
  - 引き抜き屋 第1話、第2話、第4話、最終話（2019年）

#### TOKYO MX
- 彼が僕に恋した理由（2020年） - 櫻井校長
- 寺西一浩ドラマ〜人生いろいろ〜（2021年） - 岸田春彦

#### その他
- 音楽天使・占い探偵ＱＷ（2007年、テレビ愛知で放送された音楽番組・音革命FUTUREの番組内短編ドラマ)
- 池波正太郎時代劇スペシャル「顔」（2016年11月12日、時代劇専門チャンネル） - 鬼首の勘兵衛
- Solliev0 (ソッリエーヴォ）（テレビ神奈川、北海道テレビ、BS11、BS日テレ、TOKYO MX、2024年）- 天月治良
- 三屋清左衛門残日録〜ふたたび咲く花〜（2023年、日本映画チャンネル､時代劇専門チャンネル､J:COMプレミアチャンネル）
- 鬼平犯科帳 SEASON1 本所・桜屋敷（2024年1月8日、時代劇専門チャンネル） - 近江屋清兵衛 役[14]

#### WEB配信ドラマ
- ハング  (NTT/ BeeTV、2014年) - 捜査一課･係長、中野
- 僕だけが17歳の世界で（ABEMA、2020年）- 伊織の父
- 酒癖50 第1話（ABEMA、2021年）
- 六本木ハウス 〜楽園〜 (TikTok 縦型映画、2024年)  - 亜斗六

### 映画
- OH! タカラヅカ（にっかつ、1982年） - 青田
- チーちゃんごめんね（東宝、1984年） - 森川
- はいからさんが通る（東映、1987年）
- 白衣のアマゾネス（1995年）
- マッスルヒート（東宝、2002年） - 立花修平
- AIKI  /アイキ　(日活、2002年) - 取調官
- それでもヤクザはやってくる（2007年） - 川崎総連合任侠会会長 沼崎孝太郎
- 半次郎（2010年） - 河野主一郎
- それでも花は咲いていく「エーデルワイス」（2011年） - 安藤・父（医者）
- 逢いびき（2014年） - 阿比留雄一
- 母の恋人（2016年） - 吉村秀樹
- オトナの恋愛事情（2016年） - 宗方慎一郎
- ビジランテ (2017年、テアトル東京）
- 覇王シリーズ（2017年） - 元・十二代目内藤新宿一家舎弟 大神秀義
  - 覇王Ⅲ 凶血の連鎖
  - 覇王Ⅳ 凶血の連鎖
  - 覇王V 群狼の血脈
- 麻雀覇道伝説 天牌外伝（2018年11月18日公開、東京 ユーロライブ）
- 岡野教授の南極生物譚（2019年3月） - 森田一郎[15]
- 東映ムビ×ステ / GOZEN - 純恋の剣 -（2019年7月5日）
- AI 崩壊 (2020年、CREDEUS）
- THE HIMIKO 〜LEGEND OF YAMATAIKOKU〜（2023年）
- 愛のぬくもり（2024年7月6日）[16]
- 侍タイムスリッパー（2024年8月17日） - 風見恭一郎[17]
- 最後の乗客（2024年10月11日（初上映会：2023年2月18日）） - 遠藤[18][19]

### オリジナルビデオ
- 殺し屋PAZUZU（2000年） - 青柳（ヤクザ）
- 麻雀飛龍伝説 天牌（2001年）- 黒沢義明
  - 天牌 1 麻雀飛龍伝説（2001年）
  - 天牌 2 麻雀飛龍伝説（2001年）
  - 天牌 3 麻雀飛龍伝説（2001年）
  - 天牌 4 麻雀飛龍伝説（2002年）
- 倒産回避請負人 裁きの銀（2002年） - 吉岡（医師）
- 実録・東北やくざ戦争 覇桜の道（2003年） - 藤木組組長
- 実録・九州やくざ戦争（2006年、GPミュージアム）全3作
  - 実録・九州やくざ戦争 九州のライオン(義王)（2006年）
  - 実録・九州やくざ戦争2 手打ち無き抗争（2006年）
  - 実録・九州やくざ戦争 完結編 筑豊頂上戦争（2006年）
- 千年の松（2009年） - 松葉会川場一家組員 藤尾金次郎
- 覇王 シリーズ（2017年） - 元・十二代目内藤新宿一家舎弟 大神秀義
  - 覇王Ⅲ 凶血の連鎖
  - 覇王Ⅳ 凶血の連鎖
  - 覇王V 群狼の血脈
- 麻雀覇道伝説 天牌外伝（2018年） - 星野源八
- 大激突 果てなき抗争（2018年） - 京浜連合国本組組長 国本
- 疵と掟（2018年） - 萬田会大鶴一家総長 大鶴保志
- 日本統一47-52（2021年 - 2022年） - 銀座 東友会理事長 風見五郎
- 織田同志会 織田征仁 第九章・最終章（2022年）- 元・金狼会 ナラサキ

### 舞台
- 女の橋（名鉄ホール）
- 三人姉妹（駅前劇場）
- お茶と同情（名鉄ホール）
- 赤いハートと蒼い月（2004年、パルシティ）
- 黄昏のメルヘン（2007年7月4日-8日、紀伊國屋ホール）
- 清水のジュリエット（2007年、紀伊國屋ホール）
- 落ちた男（2007年6月6日-11日、ザ・ポケット）主演
- アメミット（2009年7月15日-20日、ザ・ポケット）主演
- 女は遊べ物語（2010年、明治座）
- 大奥 第一章（2011年、明治座）
- ZUN（2013年9月21日-29日、俳優座劇場）主演
- 南の島に雪がふる（2015年、中日劇場）
- アメミット再演（2017年6月6日-11日、ザ・ポケット）主演
- HOPE～誰かの願いが叶う頃～（2018.5.12日-13日、大田区文化の森ホール）
- いまを生きる（2018年10月5日-24日、新国立劇場中劇場）
- 黒い虫（2022年11月2日-8日、下北沢B1劇場）主演
- 五稜の桜〜新撰組外伝・土方歳三 最後の戦い～（2024年4月5日-9日、渋谷伝承ホール）-榎本武揚
- 悪い女は爪を伸ばす〜伊香保温泉編（2023年9月14日-18日、築地本願寺ブディストホール）
- 蒼い薔薇のシグナル2024年～人は燃え尽きるから面白い～（2024年7月15日-20日、ザ・ポケット）主演
- 生命のコンサート環境ミュージカル「OUR BLUE PLANET～銀河鉄道の夜に～」（サントリーブルーローズ、2024年10月26日）
- ストレンジラブ（2025年2月4日-9日、下北沢小劇場B1）主演
- ヴォイツェック（2025年9月23日-11月16日〈予定〉、東京芸術劇場 プレイハウス 他） - 大尉[20][21]

### その他の出演
- うま味発見百周年記念ドキュメンタリードラマ「AMBITION(志)-池田菊苗 -」[22]味の素KK公式チャンネル(2008年)-池田菊苗(主演)
- MUSIC VIDEO～SunKatsina・2nd Album『Spirit Bear』収録曲『手紙～Letter～』[23](2017年) - 殿

### 吹き替え
- WITHOUT A TRACE/FBI 失踪者を追え!（スーパー!ドラマTV、2010年7月26日）

### CM
- 山之内製薬 マキロン
- ローソン
- カシオ 電子手帳
- HITACHI 留守番電話
- トヨタ カリーナ
- COLLABORATION DINING 和味 -なごみ-（中京広域圏ローカルCM）
- コスモ石油エコカード - 桜井日奈子の父
- KDDI Pontaパス（au三太郎シリーズ） - あげすぎ謙信
- 早稲田アカデミー（2025年）- 受験生の父親役

### バラエティなど
- 2005年芸能人最強ゴルファー決定戦「日本メディアシステムカップ・スーパーゲーム8」 - 男子の部優勝
- 上沼恵美子のおしゃべりクッキング（朝日放送、2005年7月11日-7月15日、2006年11月27日-12月1日、2008年2月18日-2月22日、2010年9月13日-9月17日放送分）
- GO!GO!ガリバーくん (関西テレビ 他で放送された旅番組）
  - 瀬戸内 播磨灘    2005年11月13日放送
  - 長崎 雲仙温泉    2006年5月13日放送
- イチから住 〜前略、移住しました〜 (テレビ朝日系列のバラエティ番組)
  - 山梨県北杜市   2016年5月29日～2016年10月2日放送
- クイズ!脳ベルSHOW (BSフジのクイズ番組、2018年7月30-31日、8月3日・2019年5月27-28日・2021年12月1-2日）
- 藤田寛之の戦略のゴルフ (BS12、2018年）
- ゴルフ交遊抄 (BSテレ東のゴルフ番組、2019年12月8､15日）
- ぽかぽか (フジテレビのバラエティ番組、盟友の鶴見辰吾と共に「ぽいぽいトーク」に出演、2025年3月5日）

### WEB番組
- 冨家規政。ノリ坊ちゃんねる!（2022年1月14日 - （月1番組）、鳥越アズーリFM） ※インターネットTV型ラジオ